# A vak lány
A vak lány (eredeti címe The Blind Girl) a brit Sir John Everett Millais festménye, amelyet 1856-ban mutatott be a londoni Királyi Akadémiáján.
A kép két vándorló, kéregető lányt ábrázol, feltehetően testvéreket, akik az út szélén pihennek. Az idősebbik lány vak, ölében tartja kis harmonikáját. A két lány egy nyári vihar során kényszerült pihenőt tartani, mielőtt folytatnák útjukat a háttérben látható városkába (amely az angliai Winchelsea).
A képet Millais feltehetően az érzékszervek allegóriájaként festette meg, mert éles kontrasztba állítja a vak lányt és látó húgát. Előbbi a nap felé fordította fejét és élvezi az arcát melengető napsugarakat, miközben kezével egy fűszálat simogat. Húga árnyékot von szeme elé nővére sáljával, miközben a háttérben látható kettős szivárványt csodálja. A téma némileg eltér Millais korábbi képeitől – nem valami irodalmi forráson, pl. Shakespeare drámáján, vagy valami történelmi eseményen alapul. Millais egyetlen szándéka itt hangulat és érzelmek ébresztése volt a nézőben a karakterek és a tájkép ábrázolásán keresztül.
A képet áthatja az empátia és magával vonja a szemlélőt is, aki rácsodálkozik az intenzív színekre és a gyönyörű tájra és azonnal kontrasztba állítja a vak lánnyal, aki ebből semmit sem érzékelhet. Hátrányos helyzete ellenére a vak lány nem adja fel, küzd az életben és felelősséget vállal húga iránt is, akit kéregetéssel és zenével tart el. Millais a két lány ruháját elnyűttnek, ócskának ábrázolja, ami szintén kontrasztban áll a körülöttük látható természeti környezet fennséges megjelenítésével.
Millais a preraffaeliták által megfogalmazott szabályok szerint festette a képet, de helyenként el is tért ezektől a szabályoktól. Az "intenzíven ragyogó színek" és az egyetlen fényforrás (a nap) mindent szinte egyenletes megvilágításba helyez a képen. Millais aprólékosan kidolgozta például a fűszálakat a vak lány keze körül, ahogy azt a testvériség és Ruskin is preferálták. Azonban a tájkép többi része már nem ilyen kidolgozott, bár Millais ezt sikerrel leplezi. Emellett a tájkép megfestésénél Millais láthatólag a hangulatra, az érzelmekre helyezte a hangsúlyt, nem pedig arra, hogy szinte élethűen megfesse a tájat, mint pl. az Ofélia esetében.
A vak lány sáljára egy kis rókalepke szállt le, ami annak a jele, hogy a lány teljesen mozdulatlanul ül, miközben húga feltehetően az ölében fészkelődik. De a lepke is a vak lány hátrányos helyzetét, az élet igazságtalanságát jelképezi: a lányt ezt a ritka, különleges alkalmat sem érzékelheti. Hiába van közel hozzá fizikailag a lepke, a lány nem is tud róla, és ha tudna róla, akkor sem tudná értékelné szépségét, törékenységét. Ez a kis részlet is visszaadja az egész kép mondanivalóját, csakúgy, mint a lány nyakában függő tábla, melynek felirata: Pity the Blind, vagyis "Szánjátok meg a vakokat".
A lepke mellesleg a viktoriánus kor művészetében a lélek szimbóluma is volt, Millais feltehetően ezzel akarta rávezetni a kép szemlélőjét a többi szimbolikus jelentésre. Ilyen szimbolikus jelentősége van a szivárványnak is, amely az Istennel kötött szövetséget szimbolizálja. A vak lány háttal ül ennek a szimbolikusan is jelentős, magában gyönyörű jelenségnek, de Millais feltehetően azt sugallja, hogy Isten eljövendő országában Krisztus helyreállítja majd a lány látását, ahogyan a bibliai történetekben azt leírták.
Miután Millais 1856-ban kiállította a képet, elmagyarázták neki, hogy a kettős szivárvány esetében a belső szivárványnál a színek fordított sorrendben jelennek meg. Millais ezt hibásan ábrázolta a képen, ezért később a színeket átfestette.

## Fordítás
- Ez a szócikk részben vagy egészben  a   The Blind Girl című angol Wikipédia-szócikk ezen változatának fordításán alapul.  Az eredeti cikk szerkesztőit annak laptörténete sorolja fel. Ez a jelzés csupán a megfogalmazás eredetét és a szerzői jogokat jelzi, nem szolgál a cikkben szereplő információk forrásmegjelöléseként.

## Külső hivatkozások
- The Victorian Web: Millais's The Blind Girl